# Amineptin
Amineptin ist ein atypisches trizyklisches Antidepressivum, das selektiv die Wiederaufnahme von Dopamin und Noradrenalin hemmt.  Es wurde 1978 vom französischen Pharmakonzern Servier unter dem Handelsnamen Survector eingeführt (in Italien auch als Maneon). Da Amineptin vorwiegend dopaminerg ist, tritt die Stimmungsaufhellung wesentlich schneller ein als bei herkömmlichen Antidepressiva, die vorwiegend serotonerg und/oder noradrenerg wirken. Die stark euphorisierende und stimulierende Wirkung hat auch zu einigen Fällen nicht-medizinischer Verwendung geführt. Im Jahr 1999 wurde das Medikament in Frankreich und Portugal aufgrund des Gebrauchs als Rauschmittel, seines Abhängigkeitspotenzials und seiner Hepatotoxizität freiwillig vom Markt genommen. In der Folge wurde die Produktion weltweit im Jahr 2005 ganz eingestellt.

## Therapeutische Indikationen
Amineptin wurde ursprünglich zur Behandlung von schweren Depressionen entwickelt. Off-Label wurde es auch gegen die Parkinson-Krankheit und Aufmerksamkeitsdefizit-/Hyperaktivitätsstörung (ADHS) eingesetzt.

## Wirkmechanismus
Amineptin bewirkt eine starke Wiederaufnahmehemmung von Dopamin, eine Wiederaufnahmehemmung von Noradrenalin und geringfügig auch anticholinerge und antihistamine Effekte.

## Nichtmedizinischer Gebrauch
Amineptin besitzt in Kombination mit anderen Arzneien ein deutliches Abhängigkeitspotential. Es entwickelt mit Kokain eine Kreuztoleranz. Im Sport wird Amineptin als Dopingmittel eingesetzt.

## Rechtsstatus
In der Bundesrepublik Deutschland ist Amineptin laut Anlage II zu § 1 Abs. 1 Betäubungsmittelgesetz ein verkehrsfähiges, aber nicht verschreibungsfähiges Betäubungsmittel. Der Besitz ist ohne Erlaubnis der Bundesopiumstelle beim Bundesinstitut für Arzneimittel und Medizinprodukte strafbar. In Deutschland kam Amineptin nie auf den Markt.